# جاد الكريم أبو لافي
جاد الكريم أبو لافي ويعرف باسم جاد لافي (1949 - 2006) شاعر وكاتب ومخرج تلفزيوني ومسرحي فلسطيني.

## حياته
ولد جاد الكريم سليمان حسين لافي في 20 كانون الثاني (يناير) 1949، في مدينة خانيونس.

## عمله
بدأ حياته المهنية في الإمارات العربية المتحدة كشاعر وكاتب ومخرج تلفزيوني ومسرحي. وأصبح مدير قسم الإخراج في قناة أبوظبي، ويعد من أوائل من وضعوا حجر الأساس للمحطة.

## مسرحياته
أبرز أعماله في الثمانينيات:
- مجنون جفرا
- عيون الغزال
- صديق في الغربة

## عمله كمساعد مخرج
عمل مساعد مخرج في أفلام مصرية مشهورة منها: طيور الظلام.

## جوائز
تسلم عدة جوائز من مهرجان القاهره السينمائي.

## عودته إلى فلسطين
في التسعينات عاد لوطنه الأم فلسطين، ليكون من أعمدة الأساس لهيئة الإذاعة والتلفزيون الفلسطيني، ومستشار إعلامي للرئيس ياسر عرفات. وعمل على نقل قناة فلسطين نقلة نوعية من قناة أرضية إلى قناة فضائية، وأسس عدة برامج مثل:
- برنامج صرخة
- هذه فلسطين
- مسلسل أبو العز الكوميدي في شهر رمضان الذي تابعه كل بيت فلسطيني يملك آنذاك تلفاز.

## وصلات خارجية
- لقاء مع جاد لافي - اجرى الحوار ريهام القدرة